# 北海道石狩翔陽高等学校
北海道石狩翔陽高等学校（ほっかいどういしかりしょうようこうとうがっこう）は、北海道石狩市にある公立（道立）の高等学校である。

## 沿革
- 1978年（昭和53年） - 北海道石狩高等学校開校（全日制普通科）。
- 2001年（平成13年） - 総合学科に転換[1]。校名を北海道石狩翔陽高等学校と改める[1]。
- 2007年（平成19年） - 映画『ハルフウェイ』のロケ撮影が行われた（公開は2009年）。

## 部活動
- ダンス同好会
全国大会の常連であり、2017年には、全国ダンスドリル選手権大会HIPHOP女子部門Small編成第3位・日本代表としての世界大会出場権も獲得した。
- ボート部
全国大会の常連であり、北海道では小樽潮陵高校と並ぶ名門とされている。
- 吹奏楽局
2017年に高文連石狩支部演奏会吹奏楽部門にて金賞を受賞、全道大会へ出場。
- 女子バスケットボール部
2016年に北海道高等学校バスケットボール新人大会に出場。

## 出身有名人
- あべみほ（タレント、グラビアアイドル）
- 畠山昌人（元プロボクサー）
- 千葉ひろみ（元ラジオDJ）
- 畑山悠月（アーティスト・KALMA）
- 斉藤陸斗（アーティスト・KALMA）
- 金川紗耶（タレント・乃木坂46）